# محیط میزکار اشتراکی
محیط میزکار اشتراکی (به انگلیسی: Common Desktop Environment) یا به اختصار CDE یک محیط میزکار برای سیستم‌عامل‌های یونیکس و اپن‌وی‌ام‌اس است. سی‌دی‌ای بر اساس ابزار ویجت موتیف نوشته و طراحی شده است. سی‌دی‌ای برای یک مدت طولانی، میزکار «سنتی» یونیکس‌های تجاری محسوب می‌شد. این میزکار مدت زمان زیادی به صورت یک نرم‌افزار انحصاری توسعه داده می‌شد اما در تاریخ ۶ آگوست ۲۰۱۲ به صورت یک نرم‌افزار آزاد منتشر شد. سی‌دی‌ای اکنون تحت پروانه ال‌جی‌پی‌ال منتشر می‌شود؛ اما توسعه دهنگان قصد دارند در آینده علاوه بر ال‌جی‌پی‌ال، از پروانه ام‌آی‌تی نیز استفاده کنند و سی‌دی‌ای را به صورت دو-پروانه‌ای عرضه کنند. 